# Mimosa alleniana
Mimosa alleniana là một loài thực vật có hoa trong họ Đậu. Loài này được Morong miêu tả khoa học đầu tiên.